# اسکات دیویس
اسکات دیویس (انگلیسی: Scott Davis؛ زادهٔ ۳۰ نوامبر ۱۹۵۱) کارآفرین، بازرگان و مدیر ارشد اجرایی آمریکایی است، که در حال حاضر به‌عنوان رئیس هیئت مدیره شرکت یونایتد پارسل سرویس فعالیت می‌کند.